# Chloe Smith
Chloe Rebecca Smith (Ashford, 17 de mayo de 1982) es una política británica que se desempeñó como Secretaria de Estado de Trabajo y Pensiones desde septiembre a octubre de 2022. Miembro del Partido Conservador, ha sido Miembro del Parlamento (MP) por Norwich North desde 2009.
Smith fue elegido en una elección parcial de 2009 tras la dimisión del diputado laborista Ian Gibson tras el escándalo de los gastos de los diputados. Smith ocupó varios cargos ministeriales subalternos bajo David Cameron y Theresa May, sirviendo dos mandatos como Secretaria Parlamentaria de la Constitución. Continuó desempeñando este último cargo después de la victoria de Boris Johnson en las elecciones de liderazgo del Partido Conservador de 2019. En febrero de 2020, fue ascendida a Ministra de Estado durante el segundo ministerio de Johnson.
En septiembre de 2021, Smith fue nombrada Ministra de Estado para Personas con Discapacidad, Trabajo y Salud en el Departamento de Trabajo y Pensiones durante la reorganización del gabinete.
En septiembre de 2022, Smith fue nombrada Secretaria de Estado de Trabajo y Pensiones durante el gabinete de Liz Truss.

## Posiciones políticas
Las posturas políticas de Smith han incluido el apoyo a impuestos más bajos, el aumento del IVA, y la oposición al Tratado de Lisboa. También apoyó la legalización del matrimonio entre personas del mismo sexo. Señala a Benjamin Disraeli como un líder político al que admira.
Smith se opuso al Brexit antes del referéndum de 2016. Respaldó a Boris Johnson durante las elecciones de liderazgo del Partido Conservador de 2019.

## Vida personal
Smith es un voluntario activo y recaudador de fondos para varias organizaciones benéficas, incluidas Cancer Research UK y Sport Relief. Ella es atea.